# Diocesi di Buta

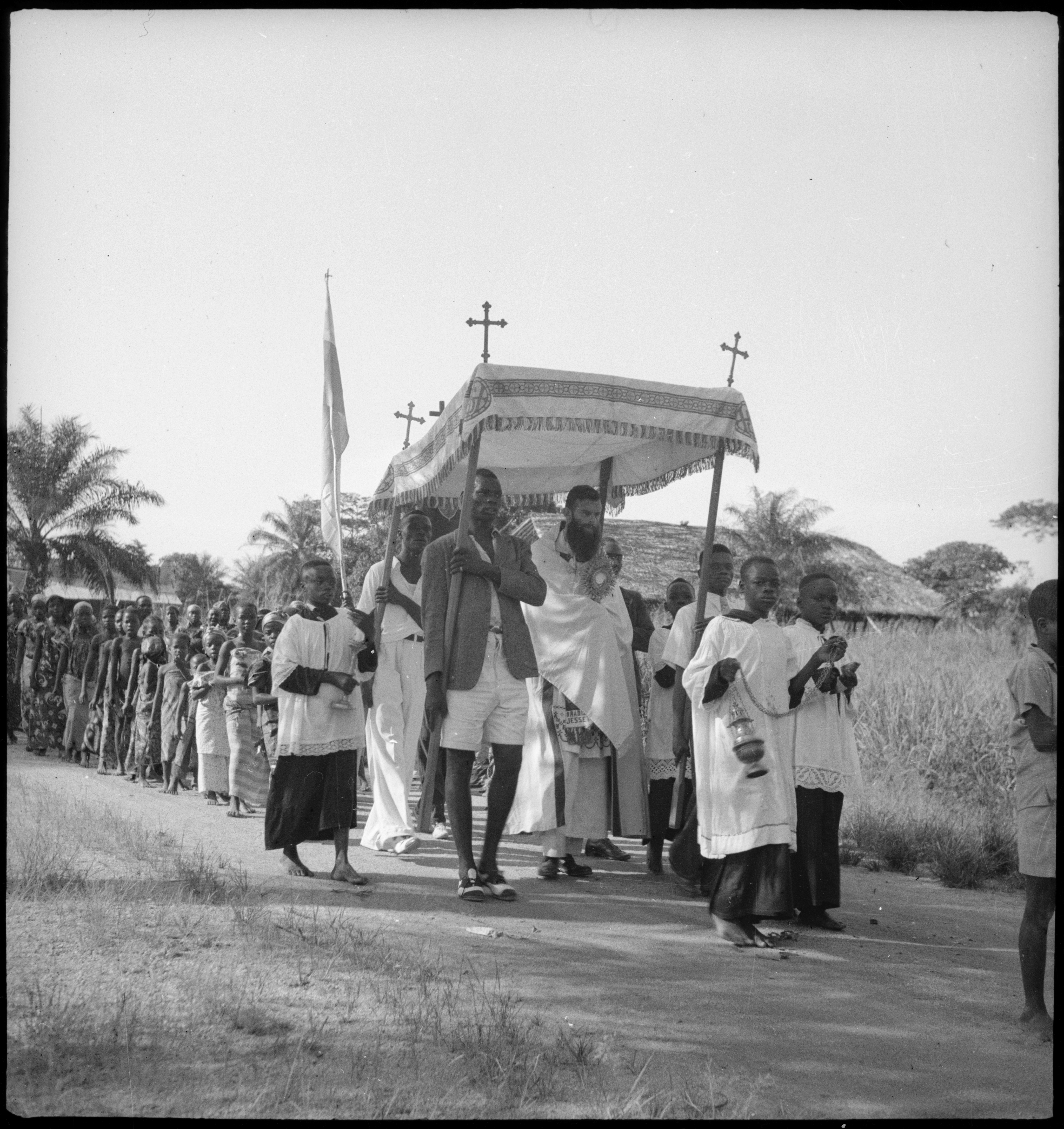
Una processione eucaristica a Buta, nel 1941.

La diocesi di Buta (in latino Dioecesis Butana) è una sede della Chiesa cattolica nella Repubblica Democratica del Congo suffraganea dell'arcidiocesi di Kisangani. Nel 2022 contava 226.000 battezzati su 392.000 abitanti. È retta dal vescovo Martin Banga Ayanyaki, O.S.A.

## Territorio
La diocesi comprende i territori di Aketi, Buta e Bambesa e parte di quelli di Bondo e di Poko nella provincia del Basso Uele della Repubblica Democratica del Congo.
Sede vescovile è la città di Buta, dove si trova la cattedrale di San Giuseppe.
Il territorio si estende su circa 60.000 km² ed è suddiviso in 29 parrocchie.

## Storia
La prefettura apostolica di Uéllé fu eretta con decreto della Congregazione di Propaganda Fide il 12 maggio 1898, ricavandone il territorio dal vicariato apostolico di Léopoldville (oggi arcidiocesi di Kinshasa), ed affidata alle cure pastorali dei Premostratensi provenienti dall'abbazia di Tongerlo.
Il 16 giugno 1910 si ampliò con porzioni di territorio cedute dal vicariato apostolico dell'Africa centrale (oggi arcidiocesi di Khartoum).
Il 18 dicembre 1911 cedette una porzione del suo territorio a vantaggio dell'erezione della prefettura apostolica di Uéllé orientale (oggi diocesi di Isiro-Niangara) e contestualmente assunse il nome di prefettura apostolica di Uéllé occidentale.
Il 15 aprile 1924 la prefettura apostolica fu elevata a vicariato apostolico con il breve Ut in praefectura di papa Pio XI.
Il 10 marzo 1926 in forza del breve Admonet supremi dello stesso papa Pio XI cedette un'altra porzione del suo territorio a vantaggio dell'erezione della prefettura apostolica di Bondo (oggi diocesi) e contestualmente cambiò il proprio nome in prefettura apostolica di Buta.
Il 22 febbraio 1937 cedette un'ulteriore porzione di territorio a vantaggio dell'erezione della prefettura apostolica di Lolo (oggi diocesi).
Il 10 novembre 1959 il vicariato apostolico è stato elevato a diocesi con la bolla Cum parvulum di papa Giovanni XXIII.

## Cronotassi dei vescovi
Si omettono i periodi di sede vacante non superiori ai 2 anni o non storicamente accertati.
- Adrien Deckers, O. Praem. † (24 maggio 1898[3] - 14 novembre 1899 eletto abate di Tongerlo)[6]
- Jérôme van Hoof, O. Praem. † (28 novembre 1899 - 1900 deceduto)[7][8]
- Leo Dérikx, O. Praem. † (21 luglio 1900 - 19 febbraio 1923 dimesso)
- Charles Alphonse Armand Vanuytven, O. Praem. † (25 aprile 1924 - dicembre 1952 dimesso)
- Georges Désiré Raeymaeckers, O. Praem. † (4 febbraio 1953 - 10 ottobre 1960 deceduto)
- Jacques Mbali † (4 luglio 1961 - 27 settembre 1996 ritirato)
- Joseph Banga Bane (27 settembre 1996 succeduto - 17 maggio 2021 dimesso)
  - Sede vacante (2021-2024)[9]
- Martin Banga Ayanyaki, O.S.A., dal 15 aprile 2024

## Statistiche
La diocesi nel 2022 su una popolazione di 392.000 persone contava 226.000 battezzati, corrispondenti al 57,7% del totale.
| anno | popolazione | popolazione | popolazione | presbiteri | presbiteri | presbiteri | presbiteri                | diaconi | religiosi | religiosi | parrocchie |
| anno | battezzati  | totale      | %           | numero     | secolari   | regolari   | battezzati per presbitero | diaconi | uomini    | donne     | parrocchie |
| ---- | ----------- | ----------- | ----------- | ---------- | ---------- | ---------- | ------------------------- | ------- | --------- | --------- | ---------- |
| 1950 | 44.848      | 225.000     | 19,9        | 57         | 5          | 52         | 786                       |         | 108       | 102       |            |
| 1958 | 53.575      | 224.455     | 23,9        | 62         | 9          | 53         | 864                       |         | 6         | 18        | 17         |
| 1969 | 70.000      | 238.000     | 29,4        | 18         | 8          | 10         | 3.888                     |         | 18        | 49        | 9          |
| 1980 | 135.278     | 288.855     | 46,8        | 21         | 12         | 9          | 6.441                     |         | 17        | 51        | 16         |
| 1990 | 165.200     | 325.000     | 50,8        | 25         | 16         | 9          | 6.608                     |         | 11        | 56        | 17         |
| 1995 | 189.850     | 259.000     | 73,3        | 31         | 24         | 7          | 6.124                     |         | 9         | 53        | 17         |
| 2012 | 264.000     | 422.000     | 62,6        | 11         | 10         | 1          | 24.000                    |         | 2         | 39        | 16         |
| 2015 | 285.000     | 455.000     | 62,6        | 8          | 8          |            | 35.625                    |         |           | 28        | 16         |
| 2018 | 311.000     | 497.000     | 62,6        | 9          | 9          |            | 34.555                    |         |           | 28        | 16         |
| 2020 | 331.270     | 528.380     | 62,7        | 9          | 9          |            | 36.807                    |         |           | 28        | 16         |
| 2022 | 226.000     | 392.000     | 57,7        | 10         | 6          | 4          | 22.600                    |         | 4         | 35        | 29         |